# Emil von Meerscheidt-Hüllessem
Emil Paul Julius Louis Freiherr von Meerscheidt-Hüllessem (* 14. April 1840 in Stargard; † 21. Oktober 1923 in Eberswalde) war ein preußischer General der Infanterie.

## Leben

### Herkunft
Emil war der Sohn des Majors a. D., zuletzt im 21. Infanterieregiment, Paul Wilhelm von Meerscheidt-Hüllessem (1791–1848) und dessen zweiter Ehefrau Dominicella Elwine, geborene von Blomberg (1808–1877). Seine beiden Stiefbrüder waren der spätere preußische General der Infanterie Oskar von Meerscheidt-Hüllessem (1825–1895) und der spätere Generalleutnant Hermann von Meerscheidt-Hüllessem (1830–1899).

### Militärkarriere
Meerscheidt-Hüllessem besuchte das Gymnasium in seiner Heimatstadt und war anschließend Kadett in Kulm sowie Berlin. Am 2. Mai 1857 wurde er als charakterisierter Portepeefähnrich dem 9. Infanterie-Regiment der Preußischen Armee überwiesen. Mitte Januar 1858 erhielt Meerscheidt-Hüllessem das Patent zu diesem Dienstgrad und avancierte im Dezember des gleichen Jahres zum Sekondeleutnant. Als solcher war er von Februar bis Mitte Juni 1860 zum Stammbataillon des 9. Landwehr-Regiments, sowie anschließend als Bataillonsadjutant zum 9. kombinierten Infanterie-Regiment kommandiert. Am 1. Juli 1860 folgte seine Versetzung in das neuerrichtete Infanterie-Regiment Nr. 49. Hier fungierte Meerscheidt-Hüllessem als Adjutant des II. Bataillons. Als Premierleutnant war er anlässlich des Deutschen Krieges 1866 beim Ersatzbataillon des Regiments, nahm aber nicht aktiv an Kampfhandlungen teil. Zum 30. Oktober 1866 in das Infanterie-Regiment Nr. 76 versetzt, war Meerscheidt-Hüllessem vom 19. Dezember 1866 bis zum 1. Oktober 1867 zum Generalkommando des X. Armee-Korps kommandiert.
Am 18. Juni 1869 trat Meerscheidt-Hüllessem zur Marine über, kam in das Seebataillon und wurde am 1. Oktober 1869 unter Beförderung zum Hauptmann zum Kompaniechef ernannt. Mit seiner 5. Kompanie war er während des Krieges gegen Frankreich 1870/71 ausschließlich mit Sicherungsmaßnahmen in der Heimat betraut. Im März/April 1872 fungierte Meerscheidt-Hüllessem als Führer der Lehrabteilung der Stammdivision der Ostseeflotte und war anlässlich der Herbstübungen der 18. Division im August und September des Folgejahres zum Schleswig-Holsteinschen Infanterie-Regiment Nr. 86 kommandiert. Am 1. Oktober 1874 erhielt er das Kommando über die 1. Kompanie des Seebataillons. Von Mai bis September 1875 war er als Führer eines Detachements an Bord der Panzerfregatte König Wilhelm kommandiert.
Am 18. Mai 1876 trat er von der Kaiserlichen Marine wieder in die Preußische Armee über und wurde als Kompaniechef im 4. Ostpreußischen Grenadier-Regiment Nr. 5 in Danzig angestellt. In dieser Eigenschaft am 12. August 1879 zum Major befördert, wurde Meerscheidt-Hüllessem am 1. April 1881 als etatsmäßiger Stabsoffizier in das neugebildete und ebenfalls in Danzig stationierte Infanterie-Regiment Nr. 128 versetzt. Daran schloss sich ab 15. November 1883 eine Verwendung als Kommandeur des Füsilier-Bataillons im Infanterie-Regiment Nr. 76 in Lübeck an. Mit seiner Beförderung zum Oberstleutnant kam Meerscheidt-Hüllessem als etatsmäßiger Stabsoffizier nach Altona in das 1. Thüringische Infanterie-Regiment Nr. 31. Am 22. Mai 1889 folgte mit der Beförderung zum Oberst die Ernennung zum Kommandeur des Infanterie-Regiments „Graf Bülow von Dennewitz“ (6. Westfälisches) Nr. 55. Meerscheidt-Hüllessem war als Generalmajor dann vom 17. Mai 1892 bis zum 5. Februar 1896 Kommandeur der 42. Infanterie-Brigade in Frankfurt am Main. Anschließend wurde er zum Generalleutnant befördert und kommandierte die 11. Division in  Breslau. Anlässlich des Ordensfestes erhielt Meerscheidt-Hüllessem für seine Verdienste am 15. Januar 1899 den Kronenorden I. Klasse. Am 22. Mai 1899 beauftragte man ihn mit der Führung des XV. Armee-Korps und ernannte ihn wenig später am 3. Juli 1899 zum Kommandierenden General des Korps in Straßburg. Nach dem Herbstmanöver zeigte sich Wilhelm II. mit der Ordnung und Disziplin der Truppe sehr zufrieden und verlieh Meerscheidt-Hüllessem am 13. September 1899 den Roten Adlerorden I. Klasse mit Eichenlaub. Krankheitsbedingt nahm er bald darauf einen längeren Urlaub, um sich in Baden-Baden und der Schweiz zu erholen. Da keine Besserung zu erwarten war, reichte Meerscheidt-Hüllessem seinen Abschied ein und wurde am 9. Juni 1900 unter Verleihung des Charakters als General der Infanterie mit der gesetzlichen Pension zur Disposition gestellt.

### Familie
Meerscheidt-Hüllessem hatte sich am 30. September 1865 in Groß-Kloina mit Luise Johanna Freiin Hiller von Gaertringen (1842–1917) verheiratet. Sie war die Tochter des Geheimen Regierungs- und Landrats Moritz von Leipziger. Aus der Ehe gingen mehrere Kinder hervor.